# 艾塞克斯 (紐約州)
艾塞克斯（英語：Essex）是一個位於美國紐約州艾塞克斯縣的鎮。

## 人口
根據2020年美國人口普查的數據，艾塞克斯的面積為97.38平方千米，當中陸地面積為81.92平方千米，而水域面積為15.46平方千米。當地共有人口621人，而人口密度為每平方千米6人。